# Saison 1 de Newport Beach
Chronologie
Saison 2
Cet article présente la première saison de la série télévisée Newport Beach (The O.C.).

## Distribution
Les acteurs principaux sont :
- Benjamin McKenzie : Ryan Atwood
- Mischa Barton : Marissa Cooper
- Adam Brody : Seth Cohen
- Peter Gallagher : Sandy Cohen
- Kelly Rowan : Kirsten Cohen
- Chris Carmack : Luke Ward
- Tate Donovan : Jimmy Cooper

À partir de l’épisode 14, Rachel Bilson (Summer Roberts) et Melinda Clarke (Julie Cooper) sont créditées comme actrices principales.

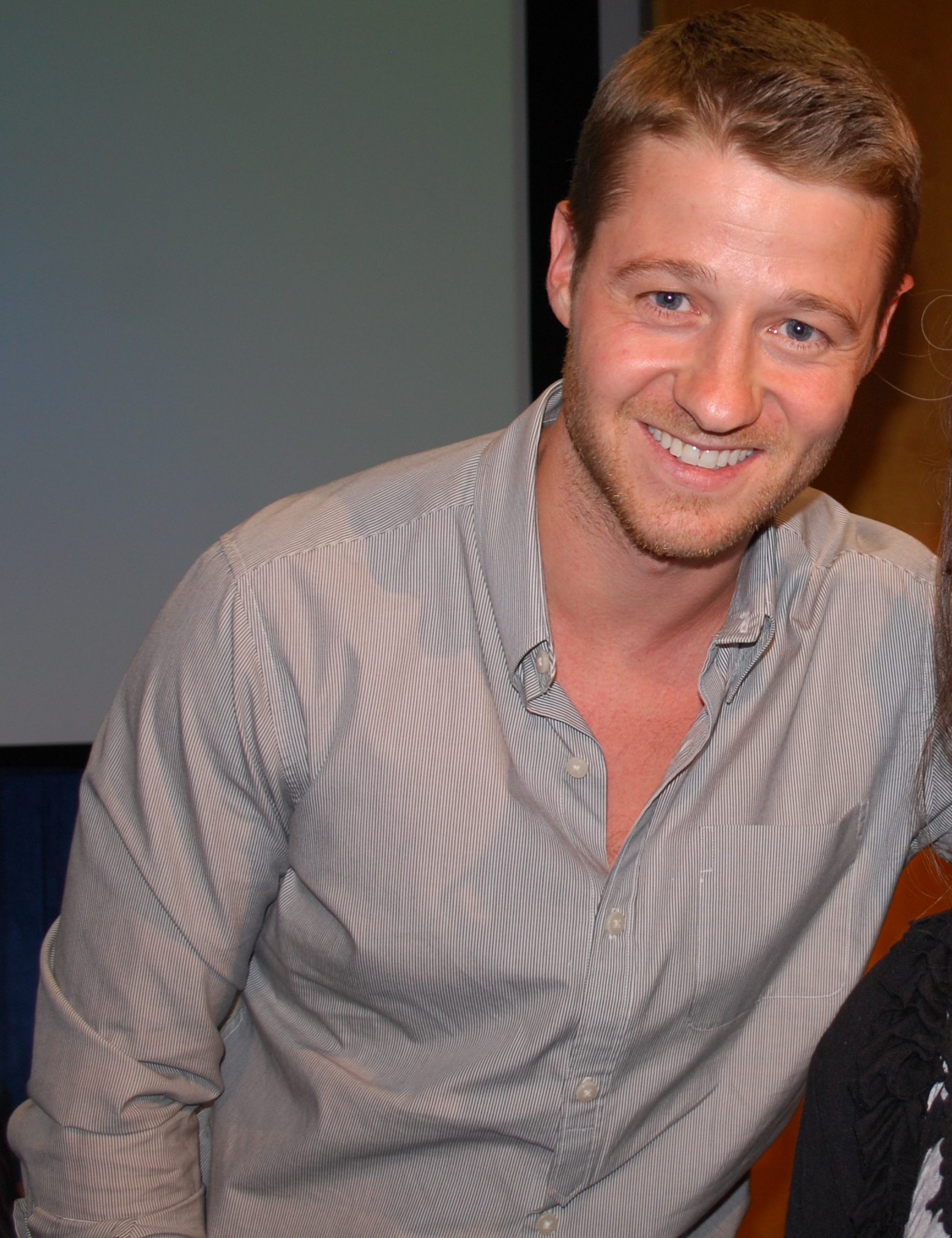
Benjamin McKenzie
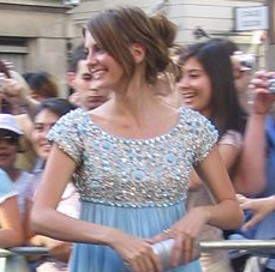
Mischa Barton
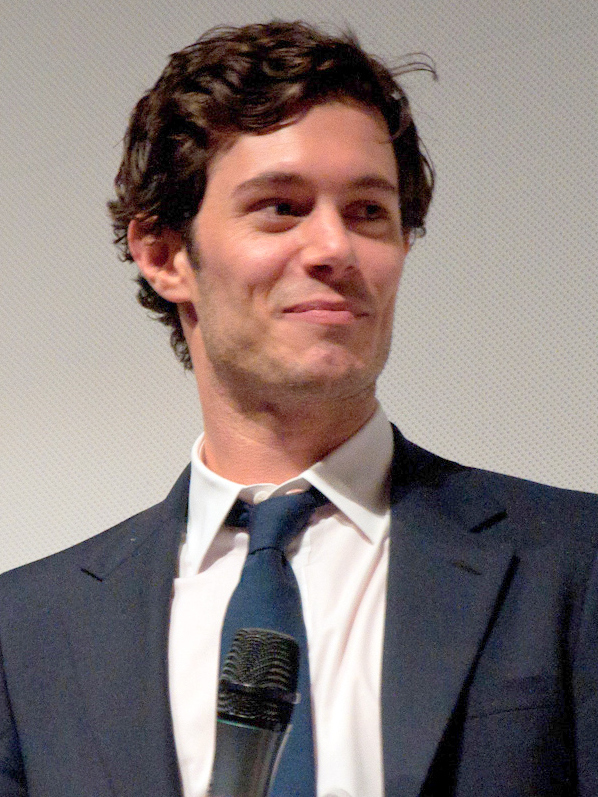
Adam Brody
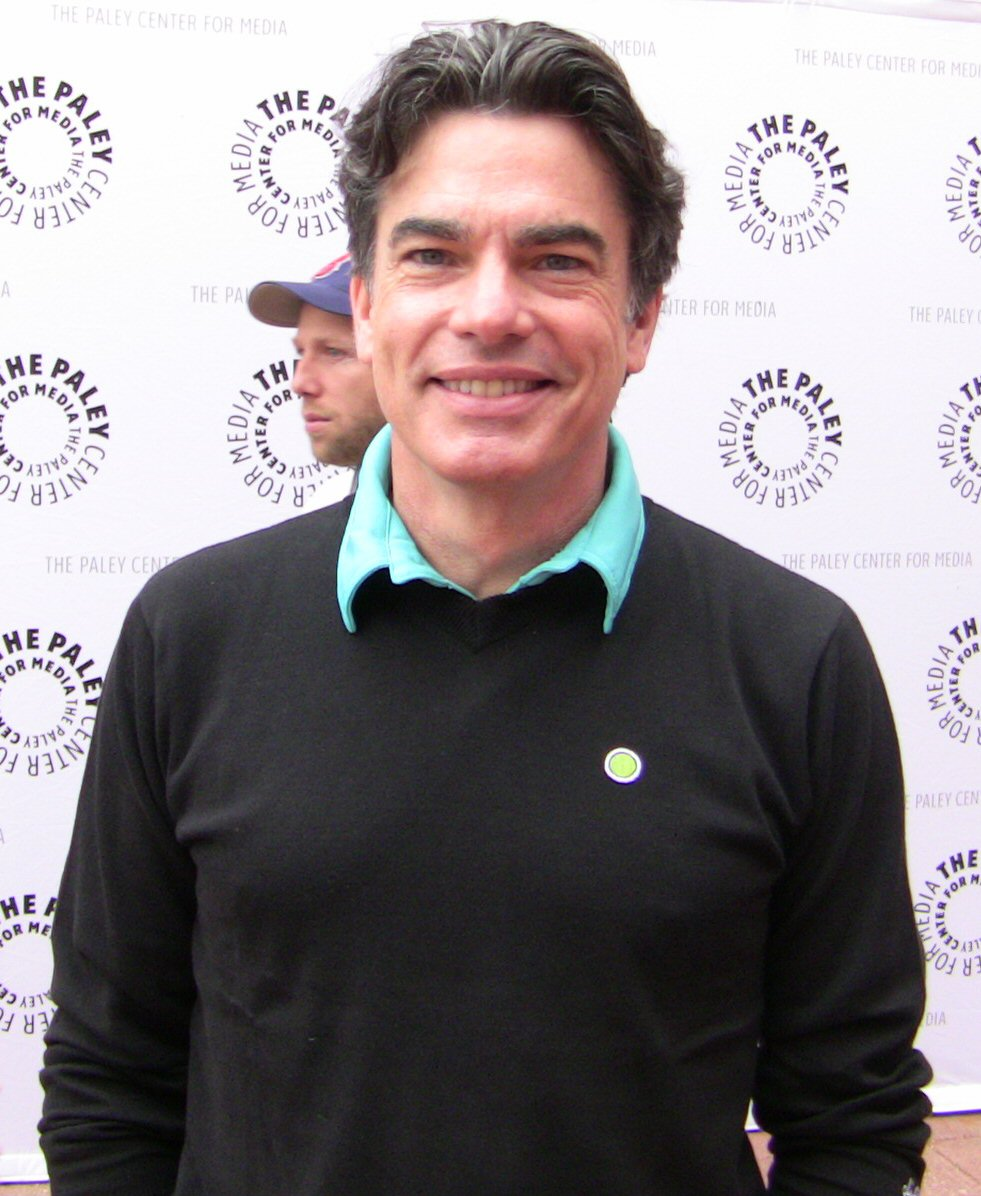
Peter Gallagher
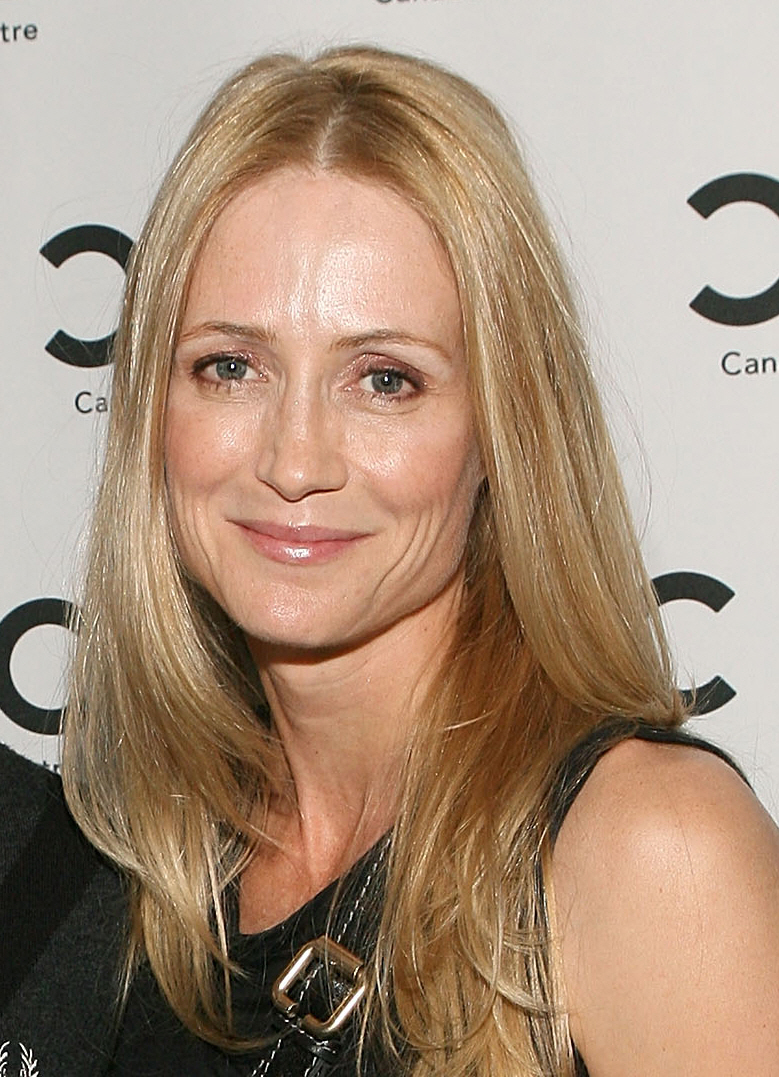
Kelly Rowan
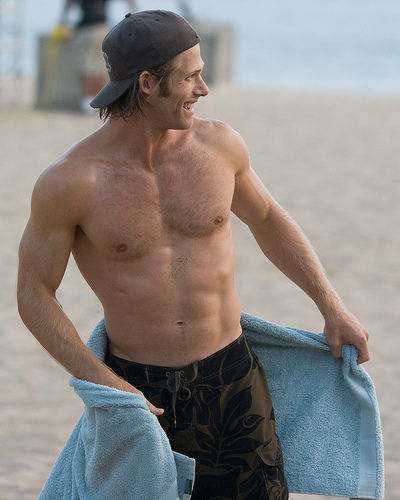
Chris Carmack
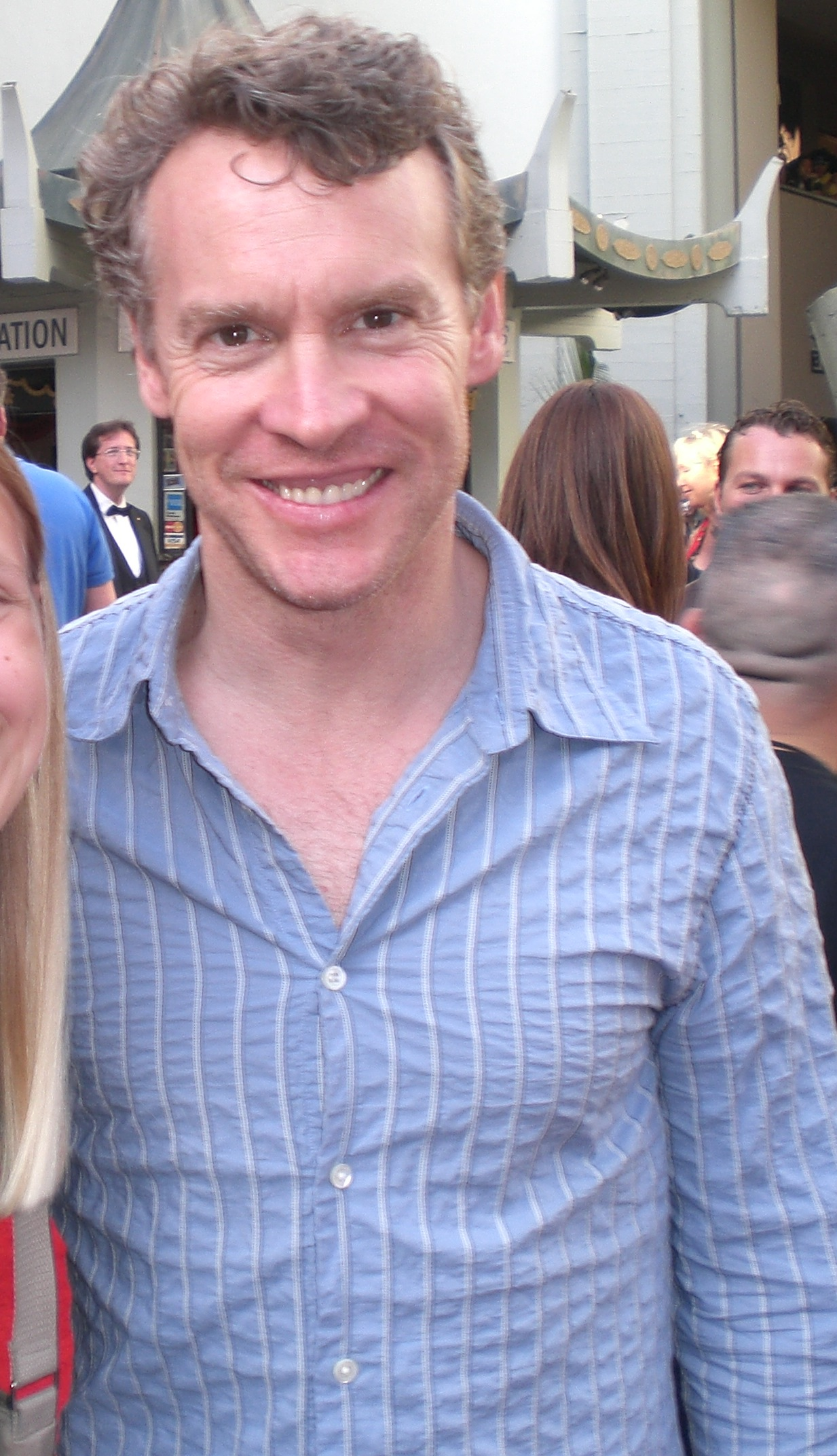
Tate Donovan
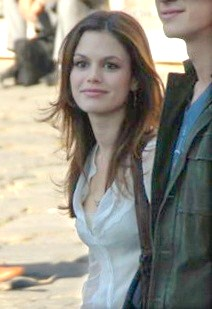
Rachel Bilson
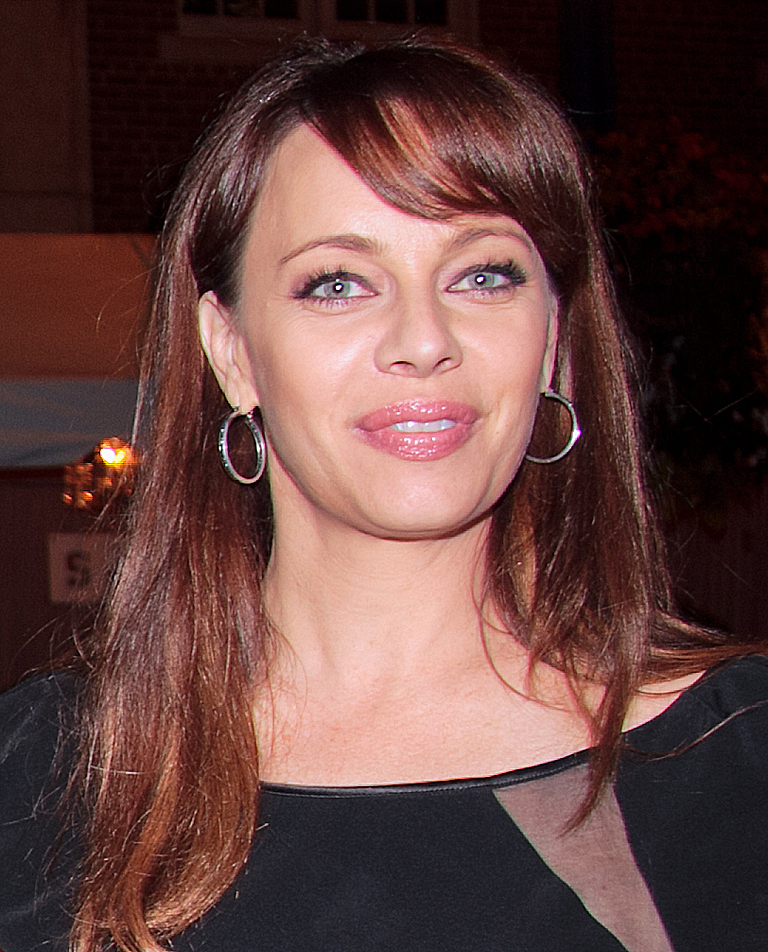
Melinda Clarke

## Production

### Conception
En 2002, Josh Schwartz a rencontré Joseph McGinty Nichol (« McG ») et Stephanie Savage de la société de production Wonderland Sound and Vision (en). Ces derniers ont parlé à Josh Schwartz de leur intention de créer une série télévisée basée sur la ville natale de McG, Newport Beach (Californie),. Stephanie Savage a proposé la réalisation d'une série sur le thème de la police ou des sports extrêmes, dans le style de 21 Jump Street, mais Josh Schwartz connaissait peu de choses sur ce genre-là. Ayant eu une expérience avec des gens de Newport Beach pendant son séjour à l'Université de Californie du Sud, Josh Schwartz revint vers eux avec ses propres personnages. La série a été présentée à la Fox et Warner Bros en août 2002. La Fox souhaitait lancer la série durant l'été, et Doug Liman a été amené à diriger l'épisode pilote après que McG se soit retiré en raison de ses conflits d'emploi du temps avec Charlie's Angels 2. La série a été confirmée pour la saison 2003-2004 en mai 2003, et la date du 5 août 2003 a été choisie en juin pour commencer la diffusion de la série.

### Distribution
Les directeurs de casting Patrick J. Rush et Alyson Silverberg ont commencé à distribuer les rôles principaux huit à dix semaines avant le début du tournage, avec la participation de Josh Schwartz, McG et Stephanie Savage. Patrick J. Rush et Alyson Silverberg ont été plus tard nommés aux Artios Awards de la Casting Society of America.
En février 2003, Peter Gallagher est devenu le premier acteur de la série, avec le rôle de Sandy Cohen,. Kelly Rowan a auditionné cinq fois avant d'être choisie pour jouer la femme de Sandy, Kirsten, en mars 2003,,. Patrick J. Rush a trouvé le rôle de Ryan Atwood particulièrement difficile à attribuer, comme les producteurs voulaient le « parfait » acteur. Benjamin McKenzie n'a été invité à auditionner pour le rôle qu'après Warner Bros les ait informé de l'acteur à la suite de son audition infructueuse pour une sitcom d'UPN. Benjamin McKenzie rejoint la distribution en mars 2003,,. Le rôle de Seth Cohen est inspiré des expériences de Josh Schwartz à l'Université de Californie du Sud en tant que « enfant juif névrotique de la côte Est dans un pays de joueurs de water-polo ». Adam Brody a d'abord lu le rôle de Ryan Atwood, mais a trouvé que l'image de mauvais garçon ne lui convenait pas. Il rejoint la distribution en mars 2003 après une deuxième entrevue pour jouer le rôle de Seth Cohen,.
Mischa Barton, qui avait rencontré McG sur Fastlane, joue Marissa Cooper. Elle a été choisie en février 2003. Tate Donovan, qui joue Jimmy Cooper, a été engagé en mars 2003. Melinda Clarke joue le rôle de Julie Cooper, mais a auditionné pour le rôle de Kirsten car il n'y avait pas assez de lignes de script pour Julie à l'époque. Rachel Bilson, qui a été recommandée à Josh Schwartz après une audition infructueuse pour Everwood, joue Summer Roberts, que les producteurs avaient envisagé comme une grande blonde californienne. Melinda Clarke et Rachel Bilson ont été créditées comme actrices principales plus tard durant la saison. Chris Carmack, qui joue Luke Ward, a été crédité en tant qu'acteur invité pour l'épisode pilote, et comme acteur principal dans les autres épisodes.

### Lieux de tournage
Bien que l'histoire se déroule à Newport Beach, des sanctions financières pour avoir filmé à l'extérieur de la « Studio zone (en) » ont contraint la production à tourner à Manhattan Beach, dans la région du Comté de Los Angeles. Les scènes figurant dans la ville natale de Ryan, Chino, ont été filmées à Los Angeles. La série a été principalement tournée en format 35 mm mais exceptionnellement, une scène dans la maison Atwood à Chino a été tourné avec une caméra portative par Doug Liman. La maison de la famille Cohen a été filmée à Malibu et elle a été recréée dans un studio à Raleigh Studios à Manhattan Beach,.

## Liste des épisodes
1. Le Bad boy
2. Étincelles
3. Viva Las Vegas
4. Le Bal des débutantes
5. L'Intrus
6. La Nouvelle Copine
7. Virée au Mexique
8. Situation de crise
9. Vertige de l'amour
10. Le Couple parfait
11. Retour à Chino
12. Secret
13. C'est la fête
14. 3, 2, 1... Bonne année !
15. Sur la touche
16. Ménage à trois
17. Rivalité
18. La Vérité
19. Vive la Saint Valentin
20. Comme dans une télénovela
21. Adieu les filles
22. Soirée à Hollywood
23. Nana
24. La Demande en mariage
25. L'Invité surprise
26. Strip-tease
27. Le Mariage

### Épisode 1:Le Bad boy
- États-Unis : 5 août 2003
- France : 9 octobre 2004

- États-Unis : 7,5 millions de téléspectateurs[30]

Invités
- Melinda Clarke (Julie Cooper)
- Daphne Ashbrook (Dawn Atwood)
- Chris Carmack (Luke Ward)
- Rachel Bilson (Summer Roberts)
- Ruth Williamson (Peggy)
- Drew Fuller (Nordlund)

- California - Phantom Planet
- Show Me - Cham Pain
- Sweet Honey - Slightly Stoopid
- All Around the World - The Cooler Kids
- Swing, Swing - All American Rejects
- Hands Up - The Black Eyed Peas
- I'm a Player - The KGB's
- Let it Roll - Maximum Roach
- Into Dust - Mazzy Star
- Honey and the Moon - Joseph Arthur

### Épisode 2:Étincelles
- États-Unis : 12 août 2003
- France : 16 octobre 2004

- États-Unis : 7,9 millions de téléspectateurs[30]

- Melinda Clarke (Julie Cooper)
- Rachel Bilson (Summer Roberts)

- California - Rufus Wainwright
- I'm a Terrible Person - Rooney
- Caught by the River - Doves
- In Your Eyes - Aaron D
- Do It With Madonna - The Androids
- Hallelujah - Jeff Buckley
- We're Going Out Tonight - Shady Lady

### Épisode 3:Viva Las Vegas
- États-Unis : 19 août 2003
- France : 23 octobre 2004

- États-Unis : 8,0 millions de téléspectateurs[30]

- Melinda Clarke (Julie Cooper)
- Rachel Bilson (Summer Roberts)
- Daphne Ashbrook (Dawn Atwood)
- Kim Oja (Taryn)

- Wanna Be Happy - Brooke
- Sing Sing Sing (with a Swing) - James Horner
- Rain City - Turin Brakes

### Épisode 4:Le Bal des débutantes
- États-Unis : 26 août 2003
- France : 30 octobre 2004

- États-Unis : 8,6 millions de téléspectateurs[30]

- Melinda Clarke (Julie Cooper)
- Rachel Bilson (Summer Roberts)
- Christopher Cousins (Greg Fischer)
- Samaire Armstrong (Anna Stern)
- Ruth Williamson (Peggy)

- Why Can't I - Liz Phair
- Lazy Days - Leona Naess
- Play Some D - Brassy
- To Sheila - Smashing Pumpkins

### Épisode 5:L'Intrus
- États-Unis : 2 septembre 2003
- France : 6 novembre 2004

- États-Unis : 9,1 millions de téléspectateurs[30]

- Melinda Clarke (Julie Cooper)
- Rachel Bilson (Summer Roberts)
- Paul Wesley (Donnie)
- Kim Oja (Taryn)

- The Way We Get By - Spoon
- Sucka MCs - The Grand Skeems
- Eya Eya Oy - The Grand Skeems
- Let's Get Retarted - The Black Eyed Peas
- Brick by Brick - Grade 8
- Rock Like This - The Grand Skeems
- All Kinds of Time - Fountains of Wayne
- Rolling with the Heat - The Roots

### Épisode 6:La Nouvelle Copine
- États-Unis : 9 septembre 2003
- France : 13 novembre 2004

- États-Unis : 9,1 millions de téléspectateurs[30]

- Melinda Clarke (Julie Cooper)
- Rachel Bilson (Summer Roberts)
- Alan Dale (Caleb Nichol)
- Nichole Hiltz (Gabrielle)

- You're So Damn Hot - OK Go
- Wait For Me - The Runaways
- Disco Church - The Faders
- Break - Palm Street
- More Bounce - Soul Kid #1
- Do You - User
- Hollow - Tricky

### Épisode 7:Virée au Mexique
- États-Unis : 16 septembre 2003
- France : 20 novembre 2004

- États-Unis : 8,8 millions de téléspectateurs[30]

- Rachel Bilson (Summer Roberts)

- Good Day - Luce
- A Movie Script Ending - Death Cab for Cuties
- Out of Control - Chemical Brothers
- Ritmo De Oro - Los Cubaztecas
- La Conga De Santiago - Los Cubaztecas
- Going Under - Rockers Hi Fi
- Into Dust - Mazzy Star

### Épisode 8:Situation de crise
- États-Unis : 29 octobre 2003
- France : 27 novembre 2004

- États-Unis : 9,29 millions de téléspectateurs[31]

- Bonnie Somerville (Rachel Hoffman)
- Melinda Clarke (Julie Cooper)
- Rachel Bilson (Summer Roberts)
- Rosalind Chao (Mme Kim)
- April Grace (Dr Burke)

- Keep It Together - Guster
- Let the Bad Times Roll - Paul Westerberg
- La Femme D'argent - Air

### Épisode 9:Vertige de l'amour
- États-Unis : 5 novembre 2003
- France : 11 décembre 2004

- États-Unis : 7,52 millions de téléspectateurs[32]

- Bonnie Somerville (Rachel Hoffman)
- Rachel Bilson (Summer Roberts)
- Samaire Armstrong (Anna Stern)
- Rosalind Chao (Mme Kim, la directrice)
- Eric Allan Kramer (l'entraineur de football)

- Paint the Silence - South
- Don't Give Up on Me - Solomon Burke
- How Good Can It Be - The 88

### Épisode 10:Le Couple parfait
- États-Unis : 12 novembre 2003
- France : 18 décembre 2004

- États-Unis : 8,28 millions de téléspectateurs[33]

- Bonnie Somerville (Rachel Hoffman)
- Melinda Clarke (Julie Cooper)
- Rachel Bilson (Summer Roberts)
- Samaire Armstrong (Anna Stern)
- Alan Dale (Caleb Nichol)

- Strange and Beautiful - Aqualung
- A Fine Romance - Stacey Kent
- Breathe - Leaves

### Épisode 11:Retour à Chino
- États-Unis : 19 novembre 2003
- France : 8 janvier 2005

- États-Unis : 9,03 millions de téléspectateurs[34]

- Bonnie Somerville (Rachel Hoffman)
- Melinda Clarke (Julie Cooper)
- Rachel Bilson (Summer Roberts)
- Samaire Armstrong (Anna Stern)
- Alan Dale (Caleb Nichol)
- Navi Rawat (Theresa)
- Gina Gallego (Eva)
- Demetrius Navarro (Arturo)
- Santiago Douglas (Gattas)

- We Drink on The Job - Earlimart
- Breathe Easy - Minibar
- Different Stars - Trespassors William
- Caravan - The Josh Buzon Trio
- Caravan - Gordon Jenkins
- Latinos Mundial - Mellowman Ace
- Orange Sky - Alexi Murdoch

### Épisode 12:Secret
- États-Unis : 26 novembre 2003
- France : 15 janvier 2005

- États-Unis : 6,9 millions de téléspectateurs[35]

- Melinda Clarke (Julie Cooper)
- Rachel Bilson (Summer Roberts)
- Samaire Armstrong (Anna Stern)
- Brian McNamara (Carson Ward)
- Kim Oja (Taryn)
- Kevin West (Mr. Bendis)

- We Used To Be Friends - The Dandy Warhols
- Get What You Need - Jet
- If She Wants Me - Belle and Sebastian
- Move On - Jet

### Épisode 13:C'est la fête
- États-Unis : 3 décembre 2003
- France : 22 janvier 2005

- États-Unis : 9,27 millions de téléspectateurs[36]

- Melinda Clarke (Julie Cooper)
- Rachel Bilson (Summer Roberts)
- Samaire Armstrong (Anna Stern)
- Alan Dale (Caleb Nichol)
- Taylor Handley (Oliver Trask)

- Santa Claus Is Coming To Town - The Ventures
- Maybe This Christmas - Ron Sexsmith
- (You Come In) Burned - The Dandy Warhols
- Hannukah Lights - Firstcom
- Winter Wonderland - Peggy Lee
- Silent Night - Firstcom
- Santa Baby - Eartha Kitt
- We Wish You A Merry Christmas - Firstcom
- Blue Christmas - Bright Eyes

### Épisode 14:3, 2, 1... Bonne année!
- États-Unis : 17 décembre 2003
- France : 29 janvier 2005

- États-Unis : 7,99 millions de téléspectateurs[37]

- Samaire Armstrong (Anna Stern)
- Taylor Handley (Oliver Trask)
- Amanda Righetti (Hailey Nichol)
- Alaina Kalanj (Yvette)
- Kim Oja (Taryn)

- Selling Submarines - The Pattern
- Make Up Your Mind - The Vacation
- Walking On Moonlight - Brookeville
- We've Had Enough - Alkaline Trio
- Destiny - Zero 7 Photek Remix
- Walkaway - Dropkick Murphy's
- Ratso Rizzo - Laptop
- Just A Ride - Jem
- Over Driver - Singapore Sling
- Did You Ever Get A Feeling Of Dread - Suicide Machines
- Flowers - The Flaming Sideburns
- Dice - Finley Quaye & Beth Orton : quand Ryan part rejoindre Marissa

- Melinda Clarke (Julie Cooper) et Rachel Bilson (Summer Roberts) sont créditées comme actrices principales dans le générique à partir de cet épisode.

### Épisode 15:Sur la touche
- États-Unis : 7 janvier 2004
- France : 19 février 2005

- États-Unis : 9,4 millions de téléspectateurs[38]

- Samaire Armstrong (Anna Stern)
- Taylor Handley (Oliver Trask)
- Amanda Righetti (Hailey Nichol)

- Saturday Morning - The Eels
- Popular Mechanics For Lovers - Beulah
- Sorry Sorry - Rooney
- Blue Side - Rooney
- Want In - Laptop
- Burn Baby Burn - Ash
- Should I Know - Buva
- I'm Shakin' - Rooney
- Popstars - Rooney

### Épisode 16:Ménage à trois
- États-Unis : 14 janvier 2004
- France : 18 mai 2005

- États-Unis : 8,9 millions de téléspectateurs[39]

- Samaire Armstrong (Anna Stern)
- Taylor Handley (Oliver Trask)
- Alan Dale (Caleb Nichol)
- Amanda Righetti (Hailey Nichol)
- Michael Reilly Burke (Tom Willington)

- Away From Me - Puddle of Mud
- Quiet Village - Martin Denney
- It's Not Unusual - Tom Jones
- Love Dance - Martin Denney
- Addicted - Enrique Iglesias

### Épisode 17:Rivalité
- États-Unis : 21 janvier 2004
- France : 18 mai 2005

- États-Unis : 12,72 millions de téléspectateurs[40]

- Samaire Armstrong (Anna Stern)
- Alan Dale (Caleb Nichol)
- Taylor Handley (Oliver Trask)
- Rosalind Chao (Mme Kim)
- Kevin West (M. Bendis)
- Bret Harrison (Danny)

- Boom Box - Mosquitos
- Come Into Our Room - Clinic
- The Spoils Of The Spoiled - The New Amsterdams
- Cannonball - Damien Rice
- Big Sur - The Thrills

### Épisode 18:La Vérité
- États-Unis : 11 février 2004
- France : 18 mai 2005

- États-Unis : 12,70 millions de téléspectateurs[41]

- Samaire Armstrong (Anna Stern)
- Alan Dale (Caleb Nichol)
- Taylor Handley (Oliver Trask)

- Love Of The Loveless - The Eels
- Three Feet Tall - I am Kloot
- New Resolution - Azure Ray
- Watching The Game At Joe's - Mastersource
- Self-Help - Turin Brakes

### Épisode 19:Vive la Saint Valentin
- États-Unis : 18 février 2004
- France : 25 mai 2005

- États-Unis : 10,95 millions de téléspectateurs[42]

- Amanda Righetti (Hailey Nichol)
- Navi Rawat (Theresa)

- Hello Sunshine - Super Furry Animals
- Billoddity - Mojave 3
- Summertime - The Fire Theft
- Anything But Love - Squirrel Nut Zippers
- Dreamtime - Mastersource
- Night Moves - Bob Seger
- Wonderwall - Ryan Adams

### Épisode 20:Comme dans une télénovela
- États-Unis : 25 février 2004
- France : 25 mai 2005

- États-Unis : 9,56 millions de téléspectateurs[43]

- Samaire Armstrong (Anna Stern)
- Alan Dale (Caleb Nichol)
- Navi Rawat (Theresa)
- Richard Hern (oncle Shawn)
- Eric Balfour (Eddie)

- Caught In The Rain - Preston School of Industry
- Leaving Trains - James William Hindle
- Bluebird of Happiness - Mojave 3
- Des Moines - Halloween, Alaska
- Something Pretty - Patrick Park

### Épisode 21:Adieu les filles
- États-Unis : 3 mars 2004
- France : 25 mai 2005

- États-Unis : 10,27 millions de téléspectateurs[44]

- Samaire Armstrong (Anna Stern)
- Alan Dale (Caleb Nichol)
- Navi Rawat (Theresa)
- Lamont Thompson (Hoades)
- Eric Balfour (Eddie)

- Alone - Trespassers William
- A Lack of Color - Death Cab for Cutie
- Speacilist - Interpol
- Walkin' The Walk - Mastersource
- Something For You - Mastersource
- Separate Ways - Journey
- If You Leave - Nada Surf : La scène à l'aéroport

### Épisode 22:Soirée à Hollywood
- États-Unis : 24 mars 2004
- France : 1er juin 2005

- États-Unis : 11,09 millions de téléspectateurs[45]

- Paris Hilton (Kate)
- Amanda Righetti (Hailey Nichol)
- Alan Dale (Caleb Nichol)
- Al Sapienza (propriétaire du club Luna Chicks)
- Colin Hanks (Grady Bridges)

- Ride With Me - The Vines
- How Good It Can Be - The 88
- Born Too Slow - The Crystal Method
- Road Leaves Where It's Led - The Secret Machines
- Start a Fire - Radio 4
- To Get Down - Timo Mass
- Get Krunk - K-Dub
- All The Boys - The Plus Ones
- Espionage - Kid Gloves
- Out of LA - Jude

### Épisode 23:Nana
- États-Unis : 31 mars 2004
- France : 1er juin 2005

- États-Unis : 11,37 millions de téléspectateurs[46]

- Amanda Righetti (Hailey Nichol)
- Linda Lavin (Sophie « Nana » Cohen)
- Navi Rawat (Theresa)
- Eric Balfour (Eddie)

- Just A Ride - Jem
- Float On - Modest Mouse
- Heartache - Chris Murray
- Take Me Home - Aqualung

### Épisode 24:La Demande en mariage
- États-Unis : 14 avril 2004
- France : 1er juin 2005

- États-Unis : 10,49 millions de téléspectateurs[47]

- Amanda Righetti (Hailey Nichol)
- Alan Dale (Caleb Nichol)
- Brian McNamara (Carson Ward)
- Doug Ballard (Peter Johnson)

- Autumn Leaves - Richard Hayman & His Orchestra
- Pride - Syntax
- All The Kings Horses - Christina Lux
- Loose Caboose - Henry Mancini
- Night Moves - Bob Seger
- Pillows and Records - Highwater Rising

### Épisode 25:L'Invité surprise
- États-Unis : 21 avril 2004
- France : 8 juin 2005

- États-Unis : 10,13 millions de téléspectateurs[48]

- Amanda Righetti (Hailey Nichol)
- Navi Rawat (Theresa)
- Holly Fields (tante Cindy)
- Michael Nouri (M. Roberts)
- Alan Dale (Caleb Nichol)

- Met a Girl Like You Once - Zack Hexum
- Keep It Clean - Camera Obscura
- Right Now - Mocean Worker
- 9 Lives - South

- À partir de cet épisode, Chris Carmack (Luke Ward) n'est plus crédité comme acteur principal dans le générique.

### Épisode 26:Strip-tease
- États-Unis : 28 avril 2004
- France : 8 juin 2005

- États-Unis : 10,52 millions de téléspectateurs[49]

- Amanda Righetti (Hailey Nichol)
- Navi Rawat (Theresa)
- Kristen Renton (Jenn)
- Kevin Rankin (Lucas)
- Alan Dale (Caleb Nichol)

- On Parade - Electrelane
- Ch-Checkit Out - The Beastie Boys
- So Sweet - Jonathan Rice
- Jacqueline - Franz Ferdinand
- How High - Tricky
- The Vanishing - Stars
- Fire - The Ohio Players
- Passing By - Zero 7
- Meet Your Demise - The Willowz

### Épisode 27:Le Mariage
- États-Unis : 5 mai 2004
- France : 8 juin 2005

- États-Unis : 10,72 millions de téléspectateurs[50]

- Amanda Righetti (Hailey Nichol)
- Navi Rawat (Theresa)
- Holly Fields (Cindy)
- Alan Dale (Caleb Nichol)

- Flying High - Jem
- Orange Sky - Alexi Murdoch
- Montserrat - Orquestra del Playa
- The Sea and The Rhythm - Iron & Wine
- Bridal March - CAR 188
- Here Comes The Bride - APM
- Maybe I'm Amazed - Jem
- Hallelujah - Jeff Buckley